# Tomáš Kašparovský
Tomáš Kašparovský (* 30. listopadu 1976 Brno) je český biochemik a popularizátor významu přírodních látek pro ochranu zdraví. Specializuje se na biochemii rostlinných látek a jejich vliv na zdraví rostlin, zvířat a lidí. Od roku 2003 působí na Přírodovědecké fakultě Masarykovy univerzity, kde je od roku 2018 děkan. Ve stejném roce byl zvolen předsedou Asociace děkanů přírodovědných fakult Ve stejném roce byl zvolen předsedou Asociace děkanů přírodovědných fakult. Od roku 2014 je zástupcem Masarykovy univerzity v Radě vysokých škol a od roku 2021 je jejím místopředsedou pro vědu a výzkum. V lednu 2024 byl sněmem Rady vysokých škol zvolen novým předsedou na období 2024–2026. V roce 2021 byl jmenován profesorem v oboru lékařské chemie a biochemie.

## Život
Tomáš Kašparovský pochází z Brna, matka byla ve vzdáleném příbuzenském vztahu s Břetislavem Bakalou. Po maturitě na Střední průmyslové škole chemické v Brně v roce 1995 pokračoval ve studiu biochemie na Přírodovědecké fakultě Masarykovy univerzity, které dokončil doktorátem v roce 2004. V roce 2017 se habilitoval s prací Fytoalexiny a fytoestrogeny. V roce 2021 byl jmenován profesorem Lékařské chemie a biochemie na Lékařské fakultě Masarykovy univerzity. Od roku 2003 působí na Ústavu biochemie Přírodovědecké fakulty Masarykovy univerzity, kde přednáší biochemii, buněčné signalizace, regulace metabolismu. Je ženatý, má syna a dceru.

## Řídící a akademické funkce
Od roku 2016 zastává funkci zástupce ředitele pro vnější vztahy a projekty Ústavu biochemie Přírodovědecké fakulty Masarykovy univerzity. Ve funkci děkana Přírodovědecké fakulty Masarykovy univerzity působí od roku 2018 už druhé volební období, které skončí v roce 2026. V letech 2008 až 2014 působil jako člen Akademického senátu Přírodovědecké fakulty Masarykovy univerzity, kde od roku 2011 zastával funkci předsedy Komory akademických pracovníků a místopředsedy Akademického senátu Přírodovědecké fakulty Masarykovy univerzity.

## Vědecká a publikační činnost
Specializuje se na biochemii rostlinných látek a jejich vliv na zdraví rostlin, zvířat a lidí. Zpočátku se věnoval zejména studiu sekundárních metabolitů rostlin tzv. fytoalexinů a jejich významu pro ochranu vůči patogenům a vývoji tzv. bio-ochrany rostlin. Později přešel ke studiu využití látek obsažených v rostlinách tzv. fytoestrogenů a jejich vlivu na zdraví zvířat a lidí a k tzv. funkčním potravinám. Je autorem více než 30 odborných článků v renomovaných mezinárodních časopisech. Článek o izoflavonech, u kterého je hlavním autorem, patřil v letech 2020-2022 mezi 1 % nejcitovanějších článků v oblasti chemie registrovaných v mezinárodní databázi WOS. Jeho habilitační práce Fytoalexina a fytoestrogeny je využívána při výuce nejen budoucích biochemiků, ale i zdravotnických pracovníků v rámci elektronických skript Fytoestrogeny.
Věnuje se popularizaci vědy, zejména oboru biochemie, a to pomocí popularizačních článků a videí na téma zdraví a zdravý životní styl, ve kterých se zaměřuje například na pozitivní účinky flavonoidů, nebo na rizika spojená s cholesterolem, dusičnany a kouřením.
V rámci zahraniční stáže působil také v laboratořích Burgundské univerzity v Dijonu a Univerzity v Nice-Sophia Antipolis.
V letech 2012–2014 byl koordinátorem projektu BiochemNet z Operačního programu Vzdělávání pro konkurenceschopnost na vytvoření sítě pro podporu spolupráce biomedicínských pracovišť a zvýšení uplatnitelnosti absolventů biochemických oborů v praxi. Výstupem projektu byl vznik navazujících magisterských studijních programů: Bioanalytik a Biotechnologie.
Předsedá Vědecké radě Přírodovědecké fakulty Masarykovy univerzity, je členem Vědecké rady Masarykovy univerzity, Vysokého učení technického, Farmaceutické fakulty Masarykovy univerzity, Fakulty sportovních studií Masarykovy univerzity, CEITEC Masarykovy univerzity, Přírodovědecké fakulty Univerzity Hradec Králové, Agronomické fakulty Mendelovy univerzity v Brně, Přírodovědecké fakulty Univerzity Komenského v Bratislavě.
Je členem České společnosti pro biochemii a molekulární biologii, České společnosti klinické biochemie, Spektroskopické společnosti Jana Marka Marci a britské Society for experimental biology.